# Walang Hanggang Paalam
Walang Hanggang Paalam é uma telenovela filipina produzida e exibida pela ABS-CBN de 28 de setembro de 2020 a 16 de abril de 2021, estrelada por Paulo Avelino, Zanjoe Marudo, Arci Muñoz e Angelica Panganiban.

## Enredo
Saindo de um acontecimento terrível que mudou o curso de sua vida, Emman encontra um emprego estável e vive uma vida simples na província de Alcalá com seus entes queridos. As bênçãos continuam a vir para o caminho de Emman quando ele se reúne com seu filho, Robbie, para a festa de aniversário da criança e, finalmente, enterra a machadinha com sua ex-namorada, Celine. No entanto, o noivo de Celine, Anton, não pode evitar queimar de ciúme, apesar da garantia contínua de seu parceiro. À medida que o reencontro se aproxima do fim, as coisas logo pioram quando um homem não identificado prendeu Robbie em plena luz do dia.

## Elenco

### Elenco principal
- Angelica Panganiban[1] como Celine Delgado / Salvador
- Paulo Avelino[1] como Emmanuel "Emman" Salvador
- Arci Muñoz[1] como Samantha "Sam" Agoncillo / Delgado
- Zanjoe Marudo[1] como Antonio "Anton" Hernandez / Delgado

### Elenco de apoio
- JC Santos como Carlos "Caloy" Rivera-Salvador[1]
- Tonton Gutierrez como geral Leonardo "Leo" Chavez[1]
- Lotlot de Leon como Linda Delgado[1]
- Cherry Pie Picache como doutora Amelia Hernandez
- Ronnie Lazaro como Nick Salvador
- McCoy de Leon como Bernardo "Bernie" Salvador[1]
- Mary Joy Apostol como Analyn Legaspi
- Victor Silayan como Francesco "Franco" Zamora / Franco Vergara
- Sherry Lara como Dra. Araceli Hernandez
- Javi Benitez como Arnold Hernandez
- Marvin Yap como Marcelo Marquez
- Arthur Acuña como coronel Gabriel "Gabo" Manzano
- Ana Abad Santos como Clarissa Chavez
- Robbie Wachtel como Roberto "Robbie" D. Salvador
- Yñigo Delen como Lester Hernandez
- Al Gatmaitan como major Dante Francisco

### Elenco de convidados
- Jake Cuenca como Dexter Joaquin[1]
- Jun Nayra como Ferdinand Galang
- Andrez del Rosario como Emman (jovem)
- Izzy Canillo como Anton (jovem)
- Alex Castro como Nick (jovem)
- Ingrid dela Paz como Amelia (jovem)
- Maritess Joaquin como doutora Josephine Gomez
- Joko Diaz como Nestor

## Trilha sonora
- Walang Hanggang Paalam - Erik Santos
- Walang Hanggang Paalam - Lian Kyla

## Exibição
| País/Região      | Emissora | Data de estréia        | Data de final       | Título                 |
| ---------------- | -------- | ---------------------- | ------------------- | ---------------------- |
| Filipinas        | ABS-CBN  | 28 de setembro de 2020 | 16 de abril de 2021 | Walang Hanggang Paalam |
| Estados Unidos   | TFC      | setembro de 2020       | abril de 2021       | Walang Hanggang Paalam |
| Canadá           | TFC      | setembro de 2020       | abril de 2021       | Walang Hanggang Paalam |
| Japão            | TFC      | setembro de 2020       | abril de 2021       | Walang Hanggang Paalam |
| Coreia do Sul    | TFC      | setembro de 2020       | abril de 2021       | Walang Hanggang Paalam |
| Taiwan           | TFC      | setembro de 2020       | abril de 2021       | Walang Hanggang Paalam |
| Hong Kong        | TFC      | setembro de 2020       | abril de 2021       | Walang Hanggang Paalam |
| Malásia          | TFC      | setembro de 2020       | abril de 2021       | Walang Hanggang Paalam |
| Indonésia        | TFC      | setembro de 2020       | abril de 2021       | Walang Hanggang Paalam |
| Singapura        | TFC      | setembro de 2020       | abril de 2021       | Walang Hanggang Paalam |
| Papua-Nova Guiné | TFC      | setembro de 2020       | abril de 2021       | Walang Hanggang Paalam |
| Austrália        | TFC      | setembro de 2020       | abril de 2021       | Walang Hanggang Paalam |
| Nova Zelândia    | TFC      | setembro de 2020       | abril de 2021       | Walang Hanggang Paalam |
| Europa           | TFC      | setembro de 2020       | abril de 2021       | Walang Hanggang Paalam |
| Médio Oriente    | TFC      | setembro de 2020       | abril de 2021       | Walang Hanggang Paalam |